# سيمون جيرانس
سيمون جيرانس (بالإنجليزية: Simon Gerrans) مواليد 16 مايو 1980 في ملبورن، هو دراج أسترالي في صنف سباق الدراجات على الطريق. شارك في دورة الألعاب الأولمبية الصيفية.

## سجل النتائج

### سباقات أو مراحل فاز بها
- طواف فرنسا
- طواف إسبانيا
- طواف إيطاليا

## روابط خارجية
- سيمون جيرانس على موقع الاتحاد الدولي للدراجات (الإنجليزية)
- سيمون جيرانس على موقع أرشيف الدراجات (الإنجليزية)
- سيمون جيرانس على موقع إحصائيات الدراجات الإحترافية (الإنجليزية)
- سيمون جيرانس على موقع نسبة الدراجات (الإنجليزية)
- سيمون جيرانس على موقع CycleBase (الإنجليزية)
- سيمون جيرانس على موقع أوليمبيديا (الإنجليزية)
- سيمون جيرانس على موقع اللجنة الأولمبية الأسترالية (الإنجليزية)
- سيمون جيرانس على موقع دورة ألعاب الكومنولث 2006 (مؤرشف) (الإنجليزية)